# Malthonica
A Malthonica a pókszabásúak (Arachnida) osztályának pókok (Araneae) rendjébe, ezen belül a főpókok (Araneomorphae) alrendjébe és a zugpókfélék (Agelenidae) családjába tartozó nem.

## Rendszertani besorolásuk
A Malthonica nevű póknembe 2010-ig jóval több pókfaj tartozott, azonban sokukat átsoroltak az Aterigena és a Tegenaria nemekbe. 2016. októberéig, már csak 7 fajjal maradott.

## Rendszerezés
A nembe az alábbi 7 faj tartozik:
- Malthonica africana Simon & Fage, 1922 – Kelet-Afrika
- Malthonica daedali Brignoli, 1980 – Kréta
- Malthonica lusitanica Simon, 1898 - típusfaj; Portugáliától Franciaországig
- Malthonica minoa (Brignoli, 1976) – Kréta
- Malthonica oceanica Barrientos & Cardoso, 2007 – Portugália
- Malthonica paraschiae Brignoli, 1984 – Görögország
- Malthonica spinipalpis Deltshev, 1990 – Görögország

### Fordítás
- Ez a szócikk részben vagy egészben  a   Malthonica című angol Wikipédia-szócikk ezen változatának fordításán alapul.  Az eredeti cikk szerkesztőit annak laptörténete sorolja fel. Ez a jelzés csupán a megfogalmazás eredetét és a szerzői jogokat jelzi, nem szolgál a cikkben szereplő információk forrásmegjelöléseként.